# Manuel Monteiro
Manuel Fernando da Silva Monteiro (São Sebastião da Pedreira, Lisboa, 1 de Abril de 1962) é um jurista, professor universitário e político português. Liderou o CDS – Partido Popular entre 1992 e 1998, anos em que serviu como deputado à Assembleia da República e ao Parlamento Europeu. Actualmente preside ao think-tank democrata-cristão IDL – Instituto Amaro da Costa, desde 18 de Abril de 2023.

## Biografia
Nascido na Maternidade Alfredo da Costa, freguesia de São Sebastião da Pedreira, em Lisboa, era filho de Albertina do Céu Gomes da Silva Monteiro e de Mário Ferreira Monteiro. Passou a infância com os avós em Anissó, pequena localidade rural no concelho de Vieira do Minho, onde completou a instrução primária. Neste período, teve grande influência do avô Bernardino, também conservador e que concorreu pelo CDS à Câmara Municipal de Vieira do Minho, em 1976. Completou o ciclo preparatório nas Oficinas de São José, dos Salesianos, nos Prazeres, em Lisboa, e completou o ensino liceal no Liceu Passos Manuel, em Lisboa, onde foi colega de turma de António Costa. Em 1978, com 16 anos, é eleito presidente da associação de estudantes do Liceu Passos Manuel, numa coligação da Juventude Centrista com a Juventude Social Democrata e mantendo proximidade com jovens socialistas, como António Costa. Juntamente com António Costa, ingressou na Cooperativa de Ensino Almada Negreiros para fazer o ano propedêutico. Na Faculdade, optou por ingressar no curso de Direito da Universidade Católica Portuguesa.
Aderiu à Juventude Centrista (JC), pertencendo sucessivamente à direção da Ação Escolar Secundária da Distrital de Lisboa da JC, à direção nacional da JC (1981), à vice-presidência da JC (1983) e, por fim, foi eleito presidente da JC em 1985, para que foi reeleito em 1987, terminando funções em 1990. Em 1986 e 1987, foi deputado à Assembleia da República em substituição de Joaquim Rocha dos Santos, do círculo do Porto, e foi escolhido pelo presidente do partido, Adriano Moreira, para discursar na sessão solene do 25 de Abril nesses dois anos. Em 1989, no Congresso da Póvoa de Varzim que viu ser reeleito Diogo Freitas do Amaral para a presidência do CDS, Manuel Monteiro apresentou uma lista alternativa, com Ricardo Vieira, mas não foi suficiente para impedir a reeleição de Freitas do Amaral. Paralelamente, foi diretor do departamento de comunicação da Confederação da Indústria Portuguesa e diretor da revista Indústria (1988-1990) e quadro do Banco Comercial Português (1990-1992), onde foi técnico da Direção de Auditoria e gestor de clientes do BCP Investimentos. Ao ser eleito presidente do CDS, passou a licença sem vencimento por tempo indeterminado.
Em março de 1992, assumia a liderança do Centro Democrático Social, após vencer o congresso que nesse ano se realizou em Lisboa. Contando com os apoios de Adriano Moreira, a quem apoiara para a presidência do partido e era seu padrinho de casamento, e Nuno Krus Abecasis, derrotou Basílio Horta, candidato próximo de Freitas do Amaral, e António Lobo Xavier. Manuel Monteiro protagonizava uma renovação geracional no CDS. Juntamente com Jorge Ferreira, Gonçalo Ribeiro da Costa, Luís Nobre Guedes e Luís Queiró, encabeçava o leque de novos dirigentes que a imprensa daria a conhecer  como o Grupo dos Cinco. Este grupo tinha, de facto, um sexto elemento que não era então sequer filiado no partido: Paulo Portas, então diretor d'O Independente, semanário que tinha Nobre Guedes como acionista maioritário. Portas somente em 1995 viria a dar a cara pelo partido, ao ser candidato do CDS no círculo de Aveiro, nas eleições legislativas daquele ano.
Apoiado pelas bases, a sua direção lançava em 1992 um referendo interno, em que 90% dos militantes do CDS–PP defendiam que o partido se devia opor ao Tratado de Maastricht. Monteiro passou então a opor-se fortemente à ideia de federalismo. Consequentemente, em 1992, Diogo Freitas do Amaral, fundador do CDS, desfiliou-se do partido e, em março de 1993, o CDS foi expulso do Partido Popular Europeu, alegando Wilfred Martens, líder do PPE, que a rejeição do Tratado de Maastricht pelo CDS era sinal da sua falta de credibilidade. O CDS rompeu também o acordo estabelecido com Jorge Sampaio na Câmara Municipal de Lisboa. Em 1993, concorreu à presidência da Assembleia Municipal de Vieira do Minho, em substituição do avô Bernardino, falecido antes das eleições, mas o PSD saiu vencedor e Manuel Monteiro foi apenas eleito membro da Assembleia Municipal. Em 1994, o CDS ficou em 3.º lugar e Manuel Monteiro foi eleito deputado ao Parlamento Europeu nas eleições europeias desse mesmo ano, juntamente com Raúl Miguel Rosado Fernandes e Girão Pereira, assumindo o cargo de vice-presidente do Grupo Parlamentar da União para a Europa das Nações. Na liderança do CDS, Monteiro promoveu o seu reposicionamento doutrinário, refundando-o primeiro como Partido do Centro Democrático Social – Partido Popular (CDS-PP), em 1993 e depois como Partido Popular (CDS-PP), designação que o partido assumiu em 1995, a par de um novo hino, Para a Voz de Portugal ser Maior, interpretado por Dina, com letra de Rosa Lobato de Faria. O novo CDS–PP afirmava-se agora como partido de Direita, e não de Centro, como anteriormente, nas lideranças de Diogo Freitas do Amaral e Adriano Moreira. Esta mudança no partido fez-se sentir sobretudo nas questões europeias, passando o partido a priorizar a defesa da soberania nacional contra o aprofundamento do processo de integração. Outro traço do CDS-PP desses anos passaria pela forte oposição ao governo de maioria absoluta de Aníbal Cavaco Silva, que, terminando em 1995, se encontrava nos seus últimos anos de vigência.
Nas eleições legislativas desse ano, o PSD, agora liderado por Fernando Nogueira, sofria uma pesada derrota, ao passo que o CDS–PP alcançava uma das maiores votações da sua história, passando de 5 para 15 deputados eleitos no Parlamento. Manuel Monteiro foi eleito deputado pelo círculo de Braga. Em 1996, vários deputados do CDS renunciaram ao mandato, como Paulo Portas e Manuela Moura Guedes, em discordância com as decisões tomadas por Manuel Monteiro (viabilização, com abstenção, do Orçamento de Estado de 1996, apresentado pelo governo de António Guterres; ou decisão de não apoiar quaisquer candidatos às eleições presidenciais de 1996, declarando neutralidade entre Jorge Sampaio e Aníbal Cavaco Silva). Contudo, no congresso do CDS em dezembro de 1996, Manuel Monteiro foi reeleito presidente do CDS-PP. Contudo, em 1998, Monteiro anunciaria a demissão da liderança do partido, invocando o mau resultado nas eleições autárquicas do ano anterior. No congresso para a sua sucessão, em Braga, apoiou a candidatura de Maria José Nogueira Pinto contra a do seu antigo aliado Paulo Portas, mas Nogueira Pinto perdeu contra Paulo Portas. Monteiro diria mais tarde, em entrevista, que a zanga com Portas «destruiu o sonho do PP».
Afastado do CDS–PP desde 1998, em 2003 desfilia-se e funda um novo partido, a Nova Democracia, cuja liderança abandonou em Novembro de 2008. Paralelamente, foi docente do Instituto Politécnico de Tomar, nomeadamente da sua Escola Superior de Tecnologia de Abrantes e da Escola Superior de Gestão. O partido não obtém sucesso e Monteiro afasta-se de quaisquer actividades partidárias a partir de fins de 2009. Dedicou-se, assim, à vida académica - é licenciado em Direito pela Universidade Católica Portuguesa, obteve um Diplôme d'études approfondies (DEA), equivalente ao mestrado, pela Sorbonne, e doutorou-se em Ciência Política pela Universidade Lusíada de Lisboa.
Após vários anos de afastamento de qualquer evento do CDS–PP, em 2016 participa nas comemorações do 42º aniversário da Juventude Popular, enquanto antigo líder desta estrutura, a convite de Francisco Rodrigues dos Santos. No ano seguinte, nas autárquicas de 2017, participa na campanha de Francisco Camacho à junta de freguesia de Alvalade.
Em Setembro de 2019, voltou a filiar-se no CDS–PP, na concelhia da Póvoa de Varzim. Participa na campanha das legislativas de 2022, tendo discursado na apresentação de candidatura de José Paulo Areia de Carvalho, como cabeça de lista pelo círculo de Braga.
A 3 de Abril de 2022, no 29º congresso do CDS–PP, em Guimarães, declarou apoio à candidatura de Nuno Melo à liderança do partido. Considerou que estando o CDS–PP fora da Assembleia da República, Nuno Melo é o nome certo para liderar o partido, uma vez que é deputado europeu. Monteiro demonstrou-se ainda «perfeitamente disponível» para ajudar o futuro do presidente, «sem cargos, sem qualquer estatuto» a não ser o de antigo líder da Juventude Centrista e do CDS-PP.
A 18 de Abril de 2023, sucede a Diogo Feio na presidência do IDL – Instituto Amaro da Costa, tendo sido eleito por unanimidade entre os sócios do instituto. Logo em seguida, Monteiro anunciou a criação da Academia IDL, destinada a jovens, tendo por primeira iniciativa um curso breve de formação política acerca do Conservadorismo e da Democracia-Cristã.

### Vida pessoal
Em setembro de 1989, casou na capela da Quinta dos Reis, no Funchal, com Luísa Gonçalves, filha de Baltasar Gonçalves (membro destacado do CDS na Madeira e proprietário da quinta), licenciada em História pela Faculdade de Letras da Universidade de Lisboa e professora. Os padrinhos de Manuel Monteiro foram Adriano Moreira e a esposa, Mónica Lima Mayer.

### Obras
- Um Conservador à Moda do Minho - O Minho em Missão (Chiado Editora, 2009)[2]
- Viva o Minho! (org., Chiado Editora, 2009)[2]